# Junça e Naves
Junça e Naves (oficialmente: União das Freguesias de Junça e Naves) é uma freguesia portuguesa do município de Almeida, com 32,4 km² de área e 171 habitantes (censo de 2021). A sua densidade populacional é 5,3 hab./km².

## História
Foi constituída em 2013, no âmbito de uma reforma administrativa nacional, pela agregação das antigas freguesias de Junça e Naves com sede em Junça.

## Demografia
A população registada nos censos foi:
| Distribuição da População por Grupos Etários | Distribuição da População por Grupos Etários | Distribuição da População por Grupos Etários | Distribuição da População por Grupos Etários | Distribuição da População por Grupos Etários | Distribuição da População por Grupos Etários |
| -------------------------------------------- | -------------------------------------------- | -------------------------------------------- | -------------------------------------------- | -------------------------------------------- | -------------------------------------------- |
| Antes da agregação                           |                                              |                                              |                                              |                                              |                                              |
| Ano                                          | 0-14 anos                                    | 15-24 anos                                   | 25-64 anos                                   | >= 65 anos                                   | Total                                        |
| 2001                                         | 25                                           | 37                                           | 121                                          | 80                                           | 263                                          |
| 2011                                         | 11                                           | 14                                           | 92                                           | 75                                           | 192                                          |
| Após a agregação                             |                                              |                                              |                                              |                                              |                                              |
| Ano                                          | 0-14 anos                                    | 15-24 anos                                   | 25-64 anos                                   | >= 65 anos                                   | Total                                        |
| 2021                                         | 11                                           | 10                                           | 70                                           | 80                                           | 171                                          |